# 多布羅津

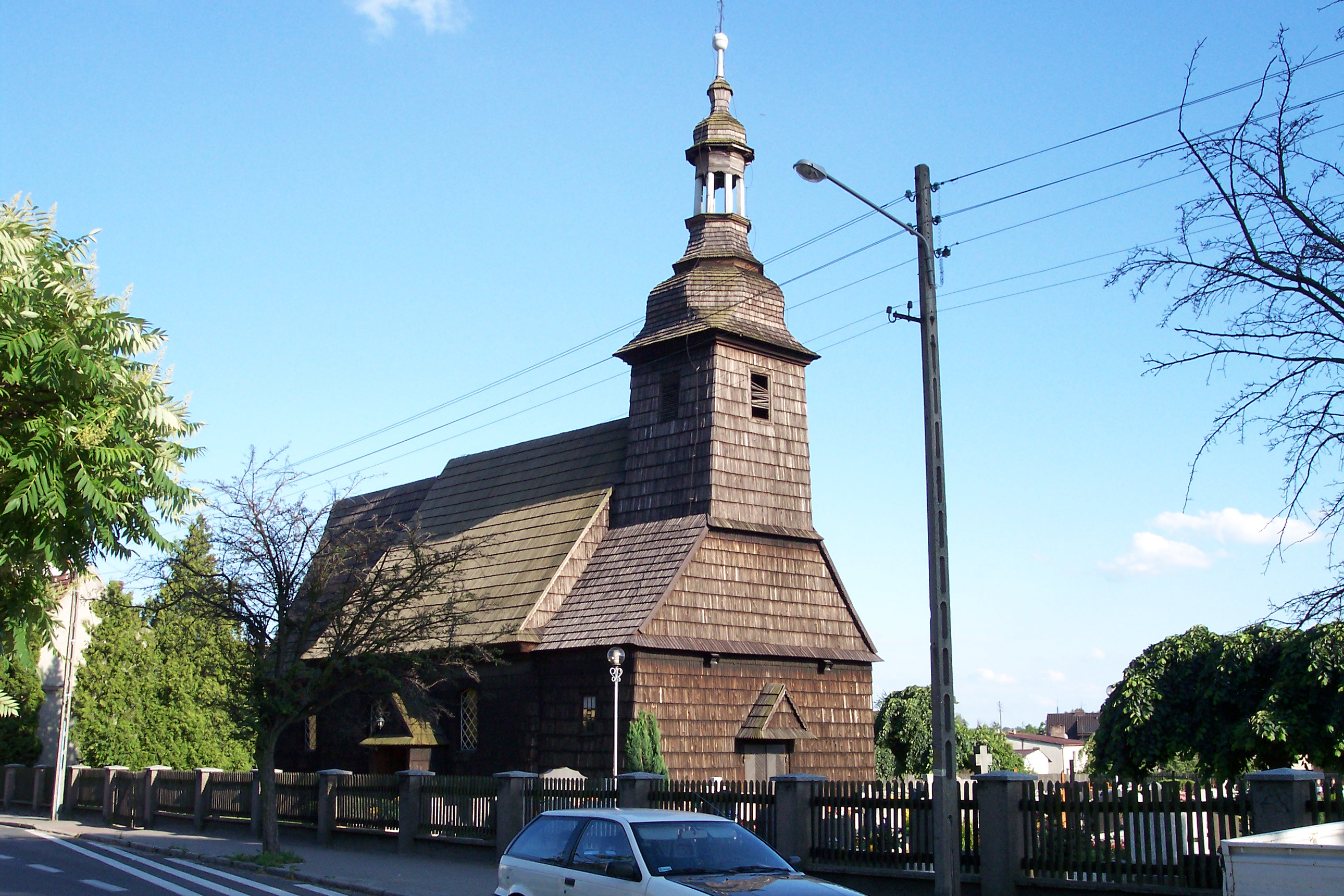

多布羅津（波蘭語：Dobrodzień，發音：[dɔˈbrɔd͡ʑɛɲ]）是波蘭奧波萊省的城鎮，位於上西里西亞地區，介於奧波萊與琴斯托霍瓦之間。面積19.54平方公里，2024年人口3,447。第二次世界大戰期間，納粹德國在1939年至1945年1月21日期間佔領該鎮。

## 外部連結
- Jewish Community in Dobrodzień （页面存档备份，存于） on Virtual Shtetl

50°44′N 18°27′E / 50.733°N 18.450°E